# Pietro Tomba
Pietro Tomba, né en 1774 à Faenza et mort dans la même ville en 1846, est un peintre néoclassique italien des XVIIIe et XIXe siècles.

## Biographie
Né à Faenza, Pietro Tomba a commencé ses études artistiques avec son père puis, en 1792, s'inscrit à l'Académie des beaux-arts de Bologne sous Angelo Venturoli. C'est avec lui qu'il décore la casa Piani-Venturoli dans un style néo-classique. Il aide à décorer entre autres la Chiesa di San Girolamo all'Osservanza (entre 1829 et 1830), la Chiesa di San Vitale (it) de Faenza (en 1831), la Chiesa di San Domenico (it) de Faenza, Oratorio della Santissima Annunziata (it) à Riofreddo et la Chiesa di San Sigismondo (it) dans la même ville et a conçu la Chiesa di San Pietro Apostolo (en) à Castel Bolognese. Il a aussi travaillé brièvement avec Tommaso Minardi à Rome. Il est nommé professeur à l'École de dessin de Faenza et eut notamment comme élèves Romolo Liverani, Achille Calzi senior, Gaspare Mattioli et Costantino Galli. Lors d'une exposition sur les Révolutions italiennes de 1798-1799 qui s'est tenue à la Bibliothèque nationale centrale de Rome en 1990, une de ses œuvres à l'encre et à l'aquarelle de sa main a été exposée,.

## Œuvres
Liste non-exhaustive de ses peintures :
- Progetto di un complesso monumentale sul mare , aquarelle, date inconnue, Pinacothèque municipale de Faenza.